# فيليكس بيكر (عسكري)
فيليكس بيكر (بالألمانية: Felix Becker)‏ هو عسكري ألماني، ولد في 8 نوفمبر 1893 في Arnsdorf ‏ في ألمانيا، وتوفي في 29 ديسمبر 1979 في غوتينغن في ألمانيا.